# Paratmetus
Paratmetus är ett släkte av skalbaggar. Paratmetus ingår i familjen vivlar.
Kladogram enligt Catalogue of Life:
| Paratmetus | \| \| Paratmetus loennbergi \| \| \| \| |
|            | \| \| Paratmetus loennbergi \| \| \| \| |
|            | Paratmetus loennbergi                   |
|            |                                         |